# Маккалло, Джули
Джу́ли Мише́ль Макка́лло (англ. Julie Michelle McCullaough; род. 30 января 1965, Гонолулу, Гавайи, США) — американская актриса, комедиантка, сценарист и фотомодель. Playmate мужского журнала «Playboy» в феврале 1986 года.

## Биография
Джули Мишель Маккалло родилась 30 января 1965 года в Гонолулу (штат Гавайи, США). Родители Джули развелись, когда ей было 4 года и её мать-домохозяйка Нэнси вышла замуж за военного-моряка Германа Пэйнтера год спустя. У Маккалло есть старший брат — Джоуи Маккалло.
Будучи рождённой на Гавайях, Джули и её семья часто переезжали, в результате чего она росла и обучалась в разных штатах — Северной Каролине, Западной Виргинии, Флориде, Луизиане, Техасе, Неваде и Калифорнии. Также некоторое время Маккалло проживала в Канаде и Италии.

## Личная жизнь
В 2001—2003 года Джули была замужем за актёром Дэвидом Сатклифф.

## Избранная фильмография
актриса
| Год  |   | Русское название        | Оригинальное название | Роль             |
| ---- | - | ----------------------- | --------------------- | ---------------- |
| 1987 | с | Кто здесь босс?         | Who's the Boss?       | красивая девушка |
| 1988 | ф | Капля                   | The Blob              | Сьюзи            |
| 1990 | с | Золотые девочки         | The Golden Girls      | Мэри             |
| 1991 | с | Беверли-Хиллз, 90210    | Beverly Hills, 90210  | Трина            |
| 2000 | с | Охотники за древностями | Relic Hunter          | Эрика            |
| 2009 | ф | Письмо папе             | A Letter to Dad       | Энни             |
| 2011 | ф | 2012: Ледниковый период | 2012: Ice Age         | Тери Харт        |

сценарист
- 2009 «Письмо папе»/ A Letter to Dad